# Minniza sola distincta
Minniza sola distincta es una subespecie de arácnido del orden Pseudoscorpionida de la familia Olpiidae.

## Distribución geográfica
Se encuentra en Argelia.